# ريدونديسكو
ريدونديسكو هي كومونا في مقاطعة مانتوفا في المنطقة الايطالية لومباردي، وتقع على بعد حوالي 110 كيلو متلرات (68ميل)جنوب شرق ميلانو وحوالي 20 كيلو مترا (12ميل)غرب مانتوفا. وفي 31 ديسمبر 2004 كان فيها 1378 نسمة ، وتبلغ مساحتها 19.1 كيلو متر مربع (4.7 ميل مربع).
تحتوي بلدية ريدونديسكو على فراتسيوني (التقسيم الفرعي)بولونيا.
و تحد ريدونديسكو البلديات التالية: اكوانجيرا سول كيري ، غازولدو ديلي إيبوليتي،ماركاريا،ماريانا مانتوفانا ،بيوبيجا.